# Catracca uhlei
Catracca uhlei é uma espécie de molusco pulmonado terrestre, do gênero Catracca, endêmico de Minas Gerais, encontrada no entorno do Parque Nacional do Peruaçu, numa região de vegetação de Cerrado e formações calcáreas de solo. O tamanho da concha varia em torno de 45mm e tem coloração uniforme bege ou bege amarelado.